# Jutta Kaußen
Jutta Kaußen (* 4. März 1955 in Wiesbaden) ist freie Autorin, Übersetzerin und Dramaturgin in Frankfurt am Main.

## Leben
Jutta Kaußen übersetzt englische und amerikanische Lyrik. Für den Rundfunk und das freie Theater in Frankfurt stellt sie thematische szenische Lesungen zu klassischen und zeitgenössischen Autoren zusammen. Bei Theaterinszenierungen, oft mit der Regisseurin und Schauspielerin Barbara Englert, arbeitet sie konzeptionell und dramaturgisch, schreibt und richtet Texte für die Bühne ein und erstellt Textmontagen. Ihr Interesse gilt dem Zusammenspiel der Kunstformen literarischer Text, Rauminstallation, Bild und Musik. Durch deren Montage unter Verwendung von Analogien, Kontrasten und Widersprüchen, können immanente Sinnzusammenhänge herausgearbeitet und dargestellt werden. Mit dem Fotografen Alexander Paul Englert und Barbara Englert, arbeitete sie an MOMENTUM. Dichter in Szenen. Zu dem Fotokunstprojekt mit deutschschreibenden, zeitgenössischen Autoren und ihren Texten, entwickelte sie das Konzept, übernahm die Organisation, gab das zugehörige Buch heraus und schrieb ein „Making-of“. Ausgestellt wurden die Fotografien 2011–2012 im Goethe-Haus Frankfurt, 2012 im Literaturhaus Wien und 2013 im Literaturhaus Berlin. Ein weiteres Projekt mit Fotos von Alexander Paul Englert war Frankfurt Stories, eine Bild-Ton-Text-Schau mit den Statistiken der Stadt Frankfurt und einem Soundtrack von den Dead Brothers. Von 2003 bis 2013 war sie Mitglied im Vorstand der Frankfurter Stiftung maecenia für Frauen in Wissenschaft und Kunst.

## Szenische Lesungen
- Ted Hughes und Sylvia Plath: Nachtflug mit Ariel. Hessischer Rundfunk und Saarländischer Rundfunk. 1999 und 2000
- Ted Hughes und Sylvia Plath: Nachtflug mit Ariel. Brotfabrik Frankfurt. 1999
- Friedrich Schiller: Ich bin ein Mann, wer ist es mehr? Schiller und die Frauen. Gallus Theater, Frankfurt. 2005
- William Shakespeare: O! Und ich verliebt. Seht doch! Gallus Theater, Frankfurt. 2006
- Lily Brett: Keine einfache Sache. Haus am Dom, Frankfurt. 2011
- Lily Brett: Der Humor hat mich gerettet. Haus am Dom, Frankfurt. 2011
- Lily Brett: Klops braucht der Mensch. Haus am Dom, Frankfurt. 2012
- Sylvia Plath: Die Frau ist vollendet. Sylvia Plath und ihre Kunstfiguren. Haus am Dom, Frankfurt. 2014

## Inszenierungen
- Johann Wolfgang von Goethe: Iphigenie auf Tauris. Gallus Theater, Frankfurt. 2004, 2005
- Bettina Brentano und Karoline von Günderrode: So nah mit ihr. Gallus Theater, Frankfurt. 2009
- Friedrich Schiller: Don Karlos. Ein Projekt mit Jugendlichen. Orangerie im Günthersburgpark, Frankfurt, 2009
- Lauren B. Jones: Allein mit der Leiche. Frankfurter Autoren Theater, Frankfurt. 2010
- Clemens J. Setz: Mauerschau. Deutsche Erstaufführung. Im leerstehenden Dachcafé der Zeilgalerie und im Orange Peel, Frankfurt. 2011
- Brüder Grimm: Bruder Lustig. Frankfurter Autorentheater, 2012 und 2013
- Das LENZ-Projekt. Nach der Erzählung von Georg Büchner. Ein cross-mediales Projekt mit Jugendlichen. jugend-kultur-kirche sankt peter – Peterskirche, Frankfurt am Main, 2013
- Bettina Brentano und Karoline von Günderrode: So nah mit ihr. Neuinszenierung. Fliegende Volksbühne im Cantate-Saal, Großer Hirschgraben Frankfurt, 2014

## Ausstellung
- Prometheus auf seinem Felsen. Mythos Gestalten. Ted Hughes, Eva Clemens. Goethe-Haus Frankfurt 2002
- MOMENTUM. Dichter in Szenen. Fotografien von Alexander Paul Englert, künstlerische Mitarbeit Barbara Englert. Goethe-Haus Frankfurt 2011–2012, Literaturhaus Wien 2012 und Literaturhaus Berlin 2013
- Frankfurt Stories. Eine Bild-Ton-Text-Schau. Fotos von Alexander Paul Englert (Konzept und Text-Bild-Montage Jutta Kaußen), den Statistiken der Stadt Frankfurt, Soundtrack von den Dead Brothers. Großprojektion auf dem Frankfurter Römerberg auf der Baustelle Historisches Museum Frankfurt, 2014

## Übersetzungen und Herausgeberschaft
- Lily Brett: Wenn wir bleiben könnten. Gedichte, zweisprachig. Auswahl von Lily Brett und Jutta Kaußen. Berlin 2014
- Frankfurt Stories. Eine Bild-Ton-Text-Schau. Fotografien von Alexander Paul Englert (Konzept und Text-Bild-Montage Jutta Kaußen), den Statistiken der Stadt Frankfurt, Soundtrack von den Dead Brothers. DVD. Frankfurt 2014. ISBN 978-3-929180-11-4
- MOMENTUM. Dichter in Szenen. Fotografien von Alexander Paul Englert. Herausgegeben und mit einem Making-of von Jutta Kaußen, mit einem einleitenden Essay von Bernd Stiegler und Texten von 32 herausragenden Autorinnen und Autoren. Köln 2011. ISBN 978-3-86832-077-0
- Sylvia Plath: Liebesgedichte. Frankfurt am Main 2009
- Lily Brett: Liebesgedichte. Frankfurt am Main 2008
- William Shakespeare: Liebesgedichte. Poetische Liebesszenen und Lieder. Frankfurt am Main 2004
- Frieda Hughes: Wooroloo. Gedichte, zweisprachig. Köln 2002
- Ted Hughes: Prometheus auf seinem Felsen. Gedichte, zweisprachig. Frankfurt am Main 2002
- Ted Hughes: Etwas muß bleiben. Gedichte, zweisprachig. Frankfurt am Main 2002 (übersetzt zusammen mit Wolfgang Kaußen)
- Ted Hughes: Wie Dichtung entsteht. Frankfurt am Main 2001 (übersetzt zusammen mit Wolfgang Kaußen und Claas Kazzer)
- Ted Hughes: Der Tiger tötet nicht. Gedichte, zweisprachig. Frankfurt am Main 1998 (übersetzt zusammen mit Wolfgang Kaußen)